# Svetovno prvenstvo v hokeju na ledu 1978
Svetovno prvenstvo v hokeju na ledu 1978 je bilo petinštirideseto Svetovno prvenstvo v hokeju na ledu. Potekalo je med 10. marcem in 14. majem 1978 v Pragi, Češkoslovaška (skupina A), Beogradu, Jugoslavija (skupina B) in Las Palmasu, Španija (skupina C). Zlato medaljo je osvojila sovjetska reprezentanca, srebrno češkoslovaška, bronasto pa kanadska, v konkurenci štiriindvajsetih reprezentanc, sedemnajstič tudi jugoslovanske, ki je osvojila šestnajsto mesto in prvič izpadla v skupino C. To je bil za sovjetsko reprezentanco petnajsti naslov svetovnega prvaka.

## Dobitniki medalj
| Zlato | Srebro | Bron |
| Sovjetska zvezaVladislav Tretjak Aleksander Paškov Vjačeslav Fetisov Vladimir Lutčenko Vasilij Pervuhin Valerij Vasiljev Genadij Cigankov Zinetula Biljaletdinov Jurij Fjodorov Boris Mihajlov Vladimir Petrov Valerij Harlamov Helmut Balderis Viktor Žluktov Sergej Kapustin Aleksander Golikov Aleksander Malcev Vladimir Golikov Jurij Lebedjev Sergej Makarov | ČeškoslovaškaJiří Holeček Jiří Crha Jiří Bubla Milan Kajkl Oldřich Machač Miroslav Dvořák František Kaberle Jan Zajíček Milan Chalupa Vladimír Martinec Jiří Novák Bohuslav Ebermann Pavel Richter Ivan Hlinka Jaroslav Pouzar Marián Šťastný Peter Šťastný Milan Nový Josef Augusta František Černík | KanadaDaniel Bouchard Dennis Herron David Shand Pat Ribble Brad Maxwell Robert Picard Rick Hampton Dennis Kearns Robert McMillan Garry unger Michael Murphy Jean Pronovost Marcel Dionne Pat Hickey Wilf Palement Glen Sharplay Don Lever Thomas Lysiak Guy Charron Danis Maruk |

## Tekme

### Skupina A

#### Redni del
Prve štiri reprezentance so se uvrstile v boj za 1. do 4. mesto, ostale v boj za obstanek, rezultati medsebojnih tekem se prenesejo.
| 26. april 1978 | Švedska | 6:2 | Zahodna Nemčija | Praga, Češkoslovaška |

| Poročilo tekme      | Poročilo tekme | Poročilo tekme | Poročilo tekme | Poročilo tekme |
| ------------------- | -------------- | -------------- | -------------- | -------------- |
| Začetek: ni podatka |                |                |                |                |

| 26. april 1978 | Sovjetska zveza | 9:5 | ZDA | Praga, Češkoslovaška |

| Poročilo tekme      | Poročilo tekme | Poročilo tekme | Poročilo tekme | Poročilo tekme |
| ------------------- | -------------- | -------------- | -------------- | -------------- |
| Začetek: ni podatka |                |                |                |                |

| 26. april 1978 | Češkoslovaška | 8:0 | Vzhodna Nemčija | Praga, Češkoslovaška |

| Poročilo tekme      | Poročilo tekme | Poročilo tekme | Poročilo tekme | Poročilo tekme |
| ------------------- | -------------- | -------------- | -------------- | -------------- |
| Začetek: ni podatka |                |                |                |                |

| 27. april 1978 | Kanada | 4:6 | Finska | Praga, Češkoslovaška |

| Poročilo tekme      | Poročilo tekme | Poročilo tekme | Poročilo tekme | Poročilo tekme |
| ------------------- | -------------- | -------------- | -------------- | -------------- |
| Začetek: ni podatka |                |                |                |                |

| 27. april 1978 | Sovjetska zveza | 7:4 | Zahodna Nemčija | Praga, Češkoslovaška |

| Poročilo tekme      | Poročilo tekme | Poročilo tekme | Poročilo tekme | Poročilo tekme |
| ------------------- | -------------- | -------------- | -------------- | -------------- |
| Začetek: ni podatka |                |                |                |                |

| 27. april 1978 | Švedska | 5:1 | ZDA | Praga, Češkoslovaška |

| Poročilo tekme      | Poročilo tekme | Poročilo tekme | Poročilo tekme | Poročilo tekme |
| ------------------- | -------------- | -------------- | -------------- | -------------- |
| Začetek: ni podatka |                |                |                |                |

| 28. april 1978 | Češkoslovaška | 6:4 | Finska | Praga, Češkoslovaška |

| Poročilo tekme      | Poročilo tekme | Poročilo tekme | Poročilo tekme | Poročilo tekme |
| ------------------- | -------------- | -------------- | -------------- | -------------- |
| Začetek: ni podatka |                |                |                |                |

| 28. april 1978 | Vzhodna Nemčija | 2:6 | Kanada | Praga, Češkoslovaška |

| Poročilo tekme      | Poročilo tekme | Poročilo tekme | Poročilo tekme | Poročilo tekme |
| ------------------- | -------------- | -------------- | -------------- | -------------- |
| Začetek: ni podatka |                |                |                |                |

| 29. april 1978 | Češkoslovaška | 8:2 | Zahodna Nemčija | Praga, Češkoslovaška |

| Poročilo tekme      | Poročilo tekme | Poročilo tekme | Poročilo tekme | Poročilo tekme |
| ------------------- | -------------- | -------------- | -------------- | -------------- |
| Začetek: ni podatka |                |                |                |                |

| 1. maj 1978 | Vzhodna Nemčija | 2:10 | Sovjetska zveza | Praga, Češkoslovaška |

| Poročilo tekme      | Poročilo tekme | Poročilo tekme | Poročilo tekme | Poročilo tekme |
| ------------------- | -------------- | -------------- | -------------- | -------------- |
| Začetek: ni podatka |                |                |                |                |

| 1. maj 1978 | Zahodna Nemčija | 2:6 | Kanada | Praga, Češkoslovaška |

| Poročilo tekme      | Poročilo tekme | Poročilo tekme | Poročilo tekme | Poročilo tekme |
| ------------------- | -------------- | -------------- | -------------- | -------------- |
| Začetek: ni podatka |                |                |                |                |

| 2. maj 1978 | Češkoslovaška | 8:3 | ZDA | Praga, Češkoslovaška |

| Poročilo tekme      | Poročilo tekme | Poročilo tekme | Poročilo tekme | Poročilo tekme |
| ------------------- | -------------- | -------------- | -------------- | -------------- |
| Začetek: ni podatka |                |                |                |                |

| 2. maj 1978 | Finska | 1:6 | Švedska | Praga, Češkoslovaška |

| Poročilo tekme      | Poročilo tekme | Poročilo tekme | Poročilo tekme | Poročilo tekme |
| ------------------- | -------------- | -------------- | -------------- | -------------- |
| Začetek: ni podatka |                |                |                |                |

| 3. maj 1978 | ZDA | 4:7 | Zahodna Nemčija | Praga, Češkoslovaška |

| Poročilo tekme      | Poročilo tekme | Poročilo tekme | Poročilo tekme | Poročilo tekme |
| ------------------- | -------------- | -------------- | -------------- | -------------- |
| Začetek: ni podatka |                |                |                |                |

| 3. maj 1978 | Finska | 3:4 | Vzhodna Nemčija | Praga, Češkoslovaška |

| Poročilo tekme      | Poročilo tekme | Poročilo tekme | Poročilo tekme | Poročilo tekme |
| ------------------- | -------------- | -------------- | -------------- | -------------- |
| Začetek: ni podatka |                |                |                |                |

| 4. maj 1978 | Švedska | 1:6 | Sovjetska zveza | Praga, Češkoslovaška |

| Poročilo tekme      | Poročilo tekme | Poročilo tekme | Poročilo tekme | Poročilo tekme |
| ------------------- | -------------- | -------------- | -------------- | -------------- |
| Začetek: ni podatka |                |                |                |                |

| 4. maj 1978 | Češkoslovaška | 5:0 | Kanada | Praga, Češkoslovaška |

| Poročilo tekme      | Poročilo tekme | Poročilo tekme | Poročilo tekme | Poročilo tekme |
| ------------------- | -------------- | -------------- | -------------- | -------------- |
| Začetek: ni podatka |                |                |                |                |

| 5. maj 1978 | Zahodna Nemčija | 5:3 | Finska | Praga, Češkoslovaška |

| Poročilo tekme      | Poročilo tekme | Poročilo tekme | Poročilo tekme | Poročilo tekme |
| ------------------- | -------------- | -------------- | -------------- | -------------- |
| Začetek: ni podatka |                |                |                |                |

| 5. maj 1978 | Vzhodna Nemčija | 3:7 | ZDA | Praga, Češkoslovaška |

| Poročilo tekme      | Poročilo tekme | Poročilo tekme | Poročilo tekme | Poročilo tekme |
| ------------------- | -------------- | -------------- | -------------- | -------------- |
| Začetek: ni podatka |                |                |                |                |

| 6. maj 1978 | Češkoslovaška | 6:4 | Sovjetska zveza | Praga, Češkoslovaška |

| Poročilo tekme      | Poročilo tekme | Poročilo tekme | Poročilo tekme | Poročilo tekme |
| ------------------- | -------------- | -------------- | -------------- | -------------- |
| Začetek: ni podatka |                |                |                |                |

| 6. maj 1978 | Kanada | 7:5 | Švedska | Praga, Češkoslovaška |

| Poročilo tekme      | Poročilo tekme | Poročilo tekme | Poročilo tekme | Poročilo tekme |
| ------------------- | -------------- | -------------- | -------------- | -------------- |
| Začetek: ni podatka |                |                |                |                |

| 7. maj 1978 | Zahodna Nemčija | 1:1 | Vzhodna Nemčija | Praga, Češkoslovaška |

| Poročilo tekme      | Poročilo tekme | Poročilo tekme | Poročilo tekme | Poročilo tekme |
| ------------------- | -------------- | -------------- | -------------- | -------------- |
| Začetek: ni podatka |                |                |                |                |

| 7. maj 1978 | Finska | 3:3 | ZDA | Praga, Češkoslovaška |

| Poročilo tekme      | Poročilo tekme | Poročilo tekme | Poročilo tekme | Poročilo tekme |
| ------------------- | -------------- | -------------- | -------------- | -------------- |
| Začetek: ni podatka |                |                |                |                |

| 8. maj 1978 | Češkoslovaška | 3:2 | Švedska | Praga, Češkoslovaška |

| Poročilo tekme      | Poročilo tekme | Poročilo tekme | Poročilo tekme | Poročilo tekme |
| ------------------- | -------------- | -------------- | -------------- | -------------- |
| Začetek: ni podatka |                |                |                |                |

| 8. maj 1978 | Sovjetska zveza | 4:2 | Kanada | Praga, Češkoslovaška |

| Poročilo tekme      | Poročilo tekme | Poročilo tekme | Poročilo tekme | Poročilo tekme |
| ------------------- | -------------- | -------------- | -------------- | -------------- |
| Začetek: ni podatka |                |                |                |                |

##### Lestvica
OT-odigrane tekme, z-zmage, n-neodločeni izidi, P-porazi, DG-doseženo goli, PG-prejeti goli, GR-gol razlika, T-točke.
| # | Reprezentanca   | OT | Z | N | P | DG | PG | GR  | T  |
| - | --------------- | -- | - | - | - | -- | -- | --- | -- |
| 1 | Češkoslovaška   | 7  | 7 | 0 | 0 | 44 | 15 | +29 | 14 |
| 2 | Sovjetska zveza | 7  | 6 | 0 | 1 | 46 | 23 | +23 | 12 |
| 3 | Kanada          | 7  | 4 | 0 | 3 | 32 | 26 | +6  | 8  |
| 4 | Švedska         | 7  | 4 | 0 | 3 | 35 | 21 | +14 | 8  |
| 5 | Zahodna Nemčija | 7  | 2 | 1 | 4 | 23 | 35 | -12 | 5  |
| 6 | ZDA             | 7  | 1 | 1 | 5 | 25 | 42 | -17 | 3  |
| 7 | Vzhodna Nemčija | 7  | 1 | 1 | 5 | 13 | 45 | -32 | 3  |
| 8 | Finska          | 7  | 1 | 1 | 5 | 23 | 34 | -11 | 3  |

#### Boj za obstanek
| 9. maj 1978 | Finska | 4:4 | Zahodna Nemčija | Praga, Češkoslovaška |

| Poročilo tekme      | Poročilo tekme | Poročilo tekme | Poročilo tekme | Poročilo tekme |
| ------------------- | -------------- | -------------- | -------------- | -------------- |
| Začetek: ni podatka |                |                |                |                |

| 9. maj 1978 | ZDA | 5:5 | Vzhodna Nemčija | Praga, Češkoslovaška |

| Poročilo tekme      | Poročilo tekme | Poročilo tekme | Poročilo tekme | Poročilo tekme |
| ------------------- | -------------- | -------------- | -------------- | -------------- |
| Začetek: ni podatka |                |                |                |                |

| 11. maj 1978 | Zahodna Nemčija | 0:0 | Vzhodna Nemčija | Praga, Češkoslovaška |

| Poročilo tekme      | Poročilo tekme | Poročilo tekme | Poročilo tekme | Poročilo tekme |
| ------------------- | -------------- | -------------- | -------------- | -------------- |
| Začetek: ni podatka |                |                |                |                |

| 11. maj 1978 | ZDA | 4:3 | Finska | Praga, Češkoslovaška |

| Poročilo tekme      | Poročilo tekme | Poročilo tekme | Poročilo tekme | Poročilo tekme |
| ------------------- | -------------- | -------------- | -------------- | -------------- |
| Začetek: ni podatka |                |                |                |                |

| 13. maj 1978 | Finska | 7:2 | Vzhodna Nemčija | Praga, Češkoslovaška |

| Poročilo tekme      | Poročilo tekme | Poročilo tekme | Poročilo tekme | Poročilo tekme |
| ------------------- | -------------- | -------------- | -------------- | -------------- |
| Začetek: ni podatka |                |                |                |                |

| 13. maj 1978 | ZDA | 4:8 | Zahodna Nemčija | Praga, Češkoslovaška |

| Poročilo tekme      | Poročilo tekme | Poročilo tekme | Poročilo tekme | Poročilo tekme |
| ------------------- | -------------- | -------------- | -------------- | -------------- |
| Začetek: ni podatka |                |                |                |                |

##### Lestvica
OT-odigrane tekme, z-zmage, n-neodločeni izidi, P-porazi, DG-doseženo goli, PG-prejeti goli, GR-gol razlika, T-točke.
| # | Reprezentanca   | OT | Z | N | P | DG | PG | GR  | T |
| - | --------------- | -- | - | - | - | -- | -- | --- | - |
| 5 | Zahodna Nemčija | 10 | 3 | 2 | 5 | 35 | 43 | -8  | 9 |
| 6 | ZDA             | 10 | 2 | 2 | 6 | 38 | 58 | -20 | 6 |
| 7 | Finska          | 10 | 2 | 2 | 6 | 37 | 44 | -7  | 6 |
| 8 | Vzhodna Nemčija | 10 | 1 | 3 | 6 | 20 | 57 | -37 | 5 |

- Vzhodnonemška reprezentanca je izpadla v skupino B.

#### Boj za 1. do 4. mesto
| 10. maj 1978 | Kanada | 1:5 | Sovjetska zveza | Praga, Češkoslovaška |

| Poročilo tekme      | Poročilo tekme | Poročilo tekme | Poročilo tekme | Poročilo tekme |
| ------------------- | -------------- | -------------- | -------------- | -------------- |
| Začetek: ni podatka |                |                |                |                |

| 10. maj 1978 | Češkoslovaška | 6:1 | Švedska | Praga, Češkoslovaška |

| Poročilo tekme      | Poročilo tekme | Poročilo tekme | Poročilo tekme | Poročilo tekme |
| ------------------- | -------------- | -------------- | -------------- | -------------- |
| Začetek: ni podatka |                |                |                |                |

| 12. maj 1978 | Češkoslovaška | 3:2 | Kanada | Praga, Češkoslovaška |

| Poročilo tekme      | Poročilo tekme | Poročilo tekme | Poročilo tekme | Poročilo tekme |
| ------------------- | -------------- | -------------- | -------------- | -------------- |
| Začetek: ni podatka |                |                |                |                |

| 12. maj 1978 | Sovjetska zveza | 7:1 | Švedska | Praga, Češkoslovaška |

| Poročilo tekme      | Poročilo tekme | Poročilo tekme | Poročilo tekme | Poročilo tekme |
| ------------------- | -------------- | -------------- | -------------- | -------------- |
| Začetek: ni podatka |                |                |                |                |

| 14. maj 1978 | Švedska | 2:3 | Kanada | Praga, Češkoslovaška |

| Poročilo tekme      | Poročilo tekme | Poročilo tekme | Poročilo tekme | Poročilo tekme |
| ------------------- | -------------- | -------------- | -------------- | -------------- |
| Začetek: ni podatka |                |                |                |                |

| 14. maj 1978 | Češkoslovaška | 1:3 | Sovjetska zveza | Praga, Češkoslovaška |

| Poročilo tekme      | Poročilo tekme | Poročilo tekme | Poročilo tekme | Poročilo tekme |
| ------------------- | -------------- | -------------- | -------------- | -------------- |
| Začetek: ni podatka |                |                |                |                |

##### Lestvica
OT-odigrane tekme, z-zmage, n-neodločeni izidi, P-porazi, DG-doseženo goli, PG-prejeti goli, GR-gol razlika, T-točke.
| # | Reprezentanca   | OT | Z | N | P | DG | PG | GR  | T  |
| - | --------------- | -- | - | - | - | -- | -- | --- | -- |
| 1 | Sovjetska zveza | 10 | 9 | 0 | 1 | 61 | 26 | +35 | 18 |
| 2 | Češkoslovaška   | 10 | 9 | 0 | 1 | 54 | 21 | +33 | 18 |
| 3 | Kanada          | 10 | 5 | 0 | 5 | 38 | 36 | +2  | 10 |
| 4 | Švedska         | 10 | 4 | 0 | 6 | 39 | 37 | +2  | 8  |

### Skupina B
| 17. marec 1978 | Italija | 4:5 | Japonska | Beograd, Jugoslavija |

| Poročilo tekme      | Poročilo tekme | Poročilo tekme | Poročilo tekme | Poročilo tekme |
| ------------------- | -------------- | -------------- | -------------- | -------------- |
| Začetek: ni podatka |                |                |                |                |

| 17. marec 1978 | Švica | 1:8 | Poljska | Beograd, Jugoslavija |

| Poročilo tekme      | Poročilo tekme | Poročilo tekme | Poročilo tekme | Poročilo tekme |
| ------------------- | -------------- | -------------- | -------------- | -------------- |
| Začetek: ni podatka |                |                |                |                |

| 17. marec 1978 | Romunija | 6:4 | Norveška | Beograd, Jugoslavija |

| Poročilo tekme      | Poročilo tekme | Poročilo tekme | Poročilo tekme | Poročilo tekme |
| ------------------- | -------------- | -------------- | -------------- | -------------- |
| Začetek: ni podatka |                |                |                |                |

| 17. marec 1978 | Jugoslavija | 2:4 | Madžarska | Beograd, Jugoslavija |

| Poročilo tekme      | Poročilo tekme | Poročilo tekme | Poročilo tekme | Poročilo tekme |
| ------------------- | -------------- | -------------- | -------------- | -------------- |
| Začetek: ni podatka |                |                |                |                |

| 18. marec 1978 | Madžarska | 4:3 | Norveška | Beograd, Jugoslavija |

| Poročilo tekme      | Poročilo tekme | Poročilo tekme | Poročilo tekme | Poročilo tekme |
| ------------------- | -------------- | -------------- | -------------- | -------------- |
| Začetek: ni podatka |                |                |                |                |

| 18. marec 1978 | Jugoslavija | 2:5 | Poljska | Beograd, Jugoslavija |

| Poročilo tekme      | Poročilo tekme | Poročilo tekme | Poročilo tekme | Poročilo tekme |
| ------------------- | -------------- | -------------- | -------------- | -------------- |
| Začetek: ni podatka |                |                |                |                |

| 19. marec 1978 | Romunija | 5:5 | Italija | Beograd, Jugoslavija |

| Poročilo tekme      | Poročilo tekme | Poročilo tekme | Poročilo tekme | Poročilo tekme |
| ------------------- | -------------- | -------------- | -------------- | -------------- |
| Začetek: ni podatka |                |                |                |                |

| 19. marec 1978 | Japonska | 1:6 | Švica | Beograd, Jugoslavija |

| Poročilo tekme      | Poročilo tekme | Poročilo tekme | Poročilo tekme | Poročilo tekme |
| ------------------- | -------------- | -------------- | -------------- | -------------- |
| Začetek: ni podatka |                |                |                |                |

| 20. marec 1978 | Madžarska | 1:2 | Japonska | Beograd, Jugoslavija |

| Poročilo tekme      | Poročilo tekme | Poročilo tekme | Poročilo tekme | Poročilo tekme |
| ------------------- | -------------- | -------------- | -------------- | -------------- |
| Začetek: ni podatka |                |                |                |                |

| 20. marec 1978 | Romunija | 3:7 | Švica | Beograd, Jugoslavija |

| Poročilo tekme      | Poročilo tekme | Poročilo tekme | Poročilo tekme | Poročilo tekme |
| ------------------- | -------------- | -------------- | -------------- | -------------- |
| Začetek: ni podatka |                |                |                |                |

| 20. marec 1978 | Norveška | 4:9 | Poljska | Beograd, Jugoslavija |

| Poročilo tekme      | Poročilo tekme | Poročilo tekme | Poročilo tekme | Poročilo tekme |
| ------------------- | -------------- | -------------- | -------------- | -------------- |
| Začetek: ni podatka |                |                |                |                |

| 20. marec 1978 | Jugoslavija | 3:12 | Italija | Beograd, Jugoslavija |

| Poročilo tekme      | Poročilo tekme | Poročilo tekme | Poročilo tekme | Poročilo tekme |
| ------------------- | -------------- | -------------- | -------------- | -------------- |
| Začetek: ni podatka |                |                |                |                |

| 21. marec 1978 | Poljska | 7:2 | Madžarska | Beograd, Jugoslavija |

| Poročilo tekme      | Poročilo tekme | Poročilo tekme | Poročilo tekme | Poročilo tekme |
| ------------------- | -------------- | -------------- | -------------- | -------------- |
| Začetek: ni podatka |                |                |                |                |

| 21. marec 1978 | Jugoslavija | 1:7 | Norveška | Beograd, Jugoslavija |

| Poročilo tekme      | Poročilo tekme | Poročilo tekme | Poročilo tekme | Poročilo tekme |
| ------------------- | -------------- | -------------- | -------------- | -------------- |
| Začetek: ni podatka |                |                |                |                |

| 22. marec 1978 | Japonska | 5:2 | Romunija | Beograd, Jugoslavija |

| Poročilo tekme      | Poročilo tekme | Poročilo tekme | Poročilo tekme | Poročilo tekme |
| ------------------- | -------------- | -------------- | -------------- | -------------- |
| Začetek: ni podatka |                |                |                |                |

| 22. marec 1978 | Italija | 4:7 | Švica | Beograd, Jugoslavija |

| Poročilo tekme      | Poročilo tekme | Poročilo tekme | Poročilo tekme | Poročilo tekme |
| ------------------- | -------------- | -------------- | -------------- | -------------- |
| Začetek: ni podatka |                |                |                |                |

| 23. marec 1978 | Madžarska | 0:8 | Romunija | Beograd, Jugoslavija |

| Poročilo tekme      | Poročilo tekme | Poročilo tekme | Poročilo tekme | Poročilo tekme |
| ------------------- | -------------- | -------------- | -------------- | -------------- |
| Začetek: ni podatka |                |                |                |                |

| 23. marec 1978 | Švica | 6:6 | Norveška | Beograd, Jugoslavija |

| Poročilo tekme      | Poročilo tekme | Poročilo tekme | Poročilo tekme | Poročilo tekme |
| ------------------- | -------------- | -------------- | -------------- | -------------- |
| Začetek: ni podatka |                |                |                |                |

| 23. marec 1978 | Italija | 2:12 | Poljska | Beograd, Jugoslavija |

| Poročilo tekme      | Poročilo tekme | Poročilo tekme | Poročilo tekme | Poročilo tekme |
| ------------------- | -------------- | -------------- | -------------- | -------------- |
| Začetek: ni podatka |                |                |                |                |

| 23. marec 1978 | Japonska | 6:1 | Jugoslavija | Beograd, Jugoslavija |

| Poročilo tekme      | Poročilo tekme | Poročilo tekme | Poročilo tekme | Poročilo tekme |
| ------------------- | -------------- | -------------- | -------------- | -------------- |
| Začetek: ni podatka |                |                |                |                |

| 25. marec 1978 | Švica | 12:5 | Madžarska | Beograd, Jugoslavija |

| Poročilo tekme      | Poročilo tekme | Poročilo tekme | Poročilo tekme | Poročilo tekme |
| ------------------- | -------------- | -------------- | -------------- | -------------- |
| Začetek: ni podatka |                |                |                |                |

| 25. marec 1978 | Norveška | 4:3 | Italija | Beograd, Jugoslavija |

| Poročilo tekme      | Poročilo tekme | Poročilo tekme | Poročilo tekme | Poročilo tekme |
| ------------------- | -------------- | -------------- | -------------- | -------------- |
| Začetek: ni podatka |                |                |                |                |

| 25. marec 1978 | Poljska | 2:2 | Japonska | Beograd, Jugoslavija |

| Poročilo tekme      | Poročilo tekme | Poročilo tekme | Poročilo tekme | Poročilo tekme |
| ------------------- | -------------- | -------------- | -------------- | -------------- |
| Začetek: ni podatka |                |                |                |                |

| 25. marec 1978 | Jugoslavija | 0:11 | Romunija | Beograd, Jugoslavija |

| Poročilo tekme      | Poročilo tekme | Poročilo tekme | Poročilo tekme | Poročilo tekme |
| ------------------- | -------------- | -------------- | -------------- | -------------- |
| Začetek: ni podatka |                |                |                |                |

| 26. marec 1978 | Norveška | 1:5 | Japonska | Beograd, Jugoslavija |

| Poročilo tekme      | Poročilo tekme | Poročilo tekme | Poročilo tekme | Poročilo tekme |
| ------------------- | -------------- | -------------- | -------------- | -------------- |
| Začetek: ni podatka |                |                |                |                |

| 26. marec 1978 | Italija | 2:5 | Madžarska | Beograd, Jugoslavija |

| Poročilo tekme      | Poročilo tekme | Poročilo tekme | Poročilo tekme | Poročilo tekme |
| ------------------- | -------------- | -------------- | -------------- | -------------- |
| Začetek: ni podatka |                |                |                |                |

| 26. marec 1978 | Jugoslavija | 5:3 | Švica | Beograd, Jugoslavija |

| Poročilo tekme      | Poročilo tekme | Poročilo tekme | Poročilo tekme | Poročilo tekme |
| ------------------- | -------------- | -------------- | -------------- | -------------- |
| Začetek: ni podatka |                |                |                |                |

| 26. marec 1978 | Poljska | 8:6 | Romunija | Beograd, Jugoslavija |

| Poročilo tekme      | Poročilo tekme | Poročilo tekme | Poročilo tekme | Poročilo tekme |
| ------------------- | -------------- | -------------- | -------------- | -------------- |
| Začetek: ni podatka |                |                |                |                |

#### Lestvica
OT-odigrane tekme, z-zmage, n-neodločeni izidi, P-porazi, DG-doseženo goli, PG-prejeti goli, GR-gol razlika, T-točke.
| #  | Reprezentanca | OT | Z | N | P | DG | PG | GR  | T  |
| -- | ------------- | -- | - | - | - | -- | -- | --- | -- |
| 9  | Poljska       | 7  | 6 | 0 | 1 | 51 | 19 | +32 | 13 |
| 10 | Japonska      | 7  | 5 | 1 | 1 | 42 | 32 | +10 | 11 |
| 11 | Švica         | 7  | 4 | 2 | 1 | 42 | 32 | +10 | 9  |
| 12 | Romunija      | 7  | 3 | 3 | 1 | 41 | 29 | +12 | 7  |
| 13 | Madžarska     | 7  | 3 | 4 | 0 | 21 | 36 | -15 | 6  |
| 14 | Norveška      | 7  | 2 | 4 | 1 | 29 | 34 | -5  | 5  |
| 15 | Italija       | 7  | 1 | 5 | 1 | 32 | 41 | -9  | 3  |
| 16 | Jugoslavija   | 7  | 1 | 6 | 0 | 14 | 48 | -34 | 2  |

- Poljska reprezentanca se je uvrstila v skupino A.
- Italijanska in jugoslovanska reprezentanca sta izpadli v skupino C.

### Skupina C
| 10. marec 1978 | Kitajska | 8:4 | Francija | Las Palmas, Španija |

| Poročilo tekme      | Poročilo tekme | Poročilo tekme | Poročilo tekme | Poročilo tekme |
| ------------------- | -------------- | -------------- | -------------- | -------------- |
| Začetek: ni podatka |                |                |                |                |

| 10. marec 1978 | Nizozemska | 18:3 | Belgija | Las Palmas, Španija |

| Poročilo tekme      | Poročilo tekme | Poročilo tekme | Poročilo tekme | Poročilo tekme |
| ------------------- | -------------- | -------------- | -------------- | -------------- |
| Začetek: ni podatka |                |                |                |                |

| 10. marec 1978 | Avstrija | 7:4 | Danska | Las Palmas, Španija |

| Poročilo tekme      | Poročilo tekme | Poročilo tekme | Poročilo tekme | Poročilo tekme |
| ------------------- | -------------- | -------------- | -------------- | -------------- |
| Začetek: ni podatka |                |                |                |                |

| 10. marec 1978 | Španija | 2:7 | Bolgarija | Las Palmas, Španija |

| Poročilo tekme      | Poročilo tekme | Poročilo tekme | Poročilo tekme | Poročilo tekme |
| ------------------- | -------------- | -------------- | -------------- | -------------- |
| Začetek: ni podatka |                |                |                |                |

| 12. marec 1978 | Kitajska | 3:2 | Danska | Las Palmas, Španija |

| Poročilo tekme      | Poročilo tekme | Poročilo tekme | Poročilo tekme | Poročilo tekme |
| ------------------- | -------------- | -------------- | -------------- | -------------- |
| Začetek: ni podatka |                |                |                |                |

| 12. marec 1978 | Francija | 7:9 | Avstrija | Las Palmas, Španija |

| Poročilo tekme      | Poročilo tekme | Poročilo tekme | Poročilo tekme | Poročilo tekme |
| ------------------- | -------------- | -------------- | -------------- | -------------- |
| Začetek: ni podatka |                |                |                |                |

| 12. marec 1978 | Belgija | 4:11 | Španija | Las Palmas, Španija |

| Poročilo tekme      | Poročilo tekme | Poročilo tekme | Poročilo tekme | Poročilo tekme |
| ------------------- | -------------- | -------------- | -------------- | -------------- |
| Začetek: ni podatka |                |                |                |                |

| 12. marec 1978 | Bolgarija | 0:8 | Nizozemska | Las Palmas, Španija |

| Poročilo tekme      | Poročilo tekme | Poročilo tekme | Poročilo tekme | Poročilo tekme |
| ------------------- | -------------- | -------------- | -------------- | -------------- |
| Začetek: ni podatka |                |                |                |                |

| 13. marec 1978 | Belgija | 1:12 | Kitajska | Las Palmas, Španija |

| Poročilo tekme      | Poročilo tekme | Poročilo tekme | Poročilo tekme | Poročilo tekme |
| ------------------- | -------------- | -------------- | -------------- | -------------- |
| Začetek: ni podatka |                |                |                |                |

| 13. marec 1978 | Danska | 7:6 | Francija | Las Palmas, Španija |

| Poročilo tekme      | Poročilo tekme | Poročilo tekme | Poročilo tekme | Poročilo tekme |
| ------------------- | -------------- | -------------- | -------------- | -------------- |
| Začetek: ni podatka |                |                |                |                |

| 13. marec 1978 | Nizozemska | 19:0 | Španija | Las Palmas, Španija |

| Poročilo tekme      | Poročilo tekme | Poročilo tekme | Poročilo tekme | Poročilo tekme |
| ------------------- | -------------- | -------------- | -------------- | -------------- |
| Začetek: ni podatka |                |                |                |                |

| 13. marec 1978 | Avstrija | 3:3 | Bolgarija | Las Palmas, Španija |

| Poročilo tekme      | Poročilo tekme | Poročilo tekme | Poročilo tekme | Poročilo tekme |
| ------------------- | -------------- | -------------- | -------------- | -------------- |
| Začetek: ni podatka |                |                |                |                |

| 15. marec 1978 | Bolgarija | 10:3 | Belgija | Las Palmas, Španija |

| Poročilo tekme      | Poročilo tekme | Poročilo tekme | Poročilo tekme | Poročilo tekme |
| ------------------- | -------------- | -------------- | -------------- | -------------- |
| Začetek: ni podatka |                |                |                |                |

| 15. marec 1978 | Nizozemska | 12:3 | Francija | Las Palmas, Španija |

| Poročilo tekme      | Poročilo tekme | Poročilo tekme | Poročilo tekme | Poročilo tekme |
| ------------------- | -------------- | -------------- | -------------- | -------------- |
| Začetek: ni podatka |                |                |                |                |

| 15. marec 1978 | Avstrija | 9:4 | Kitajska | Las Palmas, Španija |

| Poročilo tekme      | Poročilo tekme | Poročilo tekme | Poročilo tekme | Poročilo tekme |
| ------------------- | -------------- | -------------- | -------------- | -------------- |
| Začetek: ni podatka |                |                |                |                |

| 15. marec 1978 | Španija | 2:10 | Danska | Las Palmas, Španija |

| Poročilo tekme      | Poročilo tekme | Poročilo tekme | Poročilo tekme | Poročilo tekme |
| ------------------- | -------------- | -------------- | -------------- | -------------- |
| Začetek: ni podatka |                |                |                |                |

| 16. marec 1978 | Nizozemska | 3:3 | Danska | Las Palmas, Španija |

| Poročilo tekme      | Poročilo tekme | Poročilo tekme | Poročilo tekme | Poročilo tekme |
| ------------------- | -------------- | -------------- | -------------- | -------------- |
| Začetek: ni podatka |                |                |                |                |

| 16. marec 1978 | Francija | 9:0 | Belgija | Las Palmas, Španija |

| Poročilo tekme      | Poročilo tekme | Poročilo tekme | Poročilo tekme | Poročilo tekme |
| ------------------- | -------------- | -------------- | -------------- | -------------- |
| Začetek: ni podatka |                |                |                |                |

| 16. marec 1978 | Španija | 4:14 | Avstrija | Las Palmas, Španija |

| Poročilo tekme      | Poročilo tekme | Poročilo tekme | Poročilo tekme | Poročilo tekme |
| ------------------- | -------------- | -------------- | -------------- | -------------- |
| Začetek: ni podatka |                |                |                |                |

| 16. marec 1978 | Kitajska | 2:4 | Bolgarija | Las Palmas, Španija |

| Poročilo tekme      | Poročilo tekme | Poročilo tekme | Poročilo tekme | Poročilo tekme |
| ------------------- | -------------- | -------------- | -------------- | -------------- |
| Začetek: ni podatka |                |                |                |                |

| 18. marec 1978 | Belgija | 1:19 | Avstrija | Las Palmas, Španija |

| Poročilo tekme      | Poročilo tekme | Poročilo tekme | Poročilo tekme | Poročilo tekme |
| ------------------- | -------------- | -------------- | -------------- | -------------- |
| Začetek: ni podatka |                |                |                |                |

| 18. marec 1978 | Danska | 8:3 | Bolgarija | Las Palmas, Španija |

| Poročilo tekme      | Poročilo tekme | Poročilo tekme | Poročilo tekme | Poročilo tekme |
| ------------------- | -------------- | -------------- | -------------- | -------------- |
| Začetek: ni podatka |                |                |                |                |

| 18. marec 1978 | Francija | 13:3 | Španija | Las Palmas, Španija |

| Poročilo tekme      | Poročilo tekme | Poročilo tekme | Poročilo tekme | Poročilo tekme |
| ------------------- | -------------- | -------------- | -------------- | -------------- |
| Začetek: ni podatka |                |                |                |                |

| 18. marec 1978 | Kitajska | 4:6 | Nizozemska | Las Palmas, Španija |

| Poročilo tekme      | Poročilo tekme | Poročilo tekme | Poročilo tekme | Poročilo tekme |
| ------------------- | -------------- | -------------- | -------------- | -------------- |
| Začetek: ni podatka |                |                |                |                |

| 19. marec 1978 | Danska | 22:1 | Belgija | Las Palmas, Španija |

| Poročilo tekme      | Poročilo tekme | Poročilo tekme | Poročilo tekme | Poročilo tekme |
| ------------------- | -------------- | -------------- | -------------- | -------------- |
| Začetek: ni podatka |                |                |                |                |

| 19. marec 1978 | Bolgarija | 0:4 | Francija | Las Palmas, Španija |

| Poročilo tekme      | Poročilo tekme | Poročilo tekme | Poročilo tekme | Poročilo tekme |
| ------------------- | -------------- | -------------- | -------------- | -------------- |
| Začetek: ni podatka |                |                |                |                |

| 19. marec 1978 | Avstrija | 4:8 | Nizozemska | Las Palmas, Španija |

| Poročilo tekme      | Poročilo tekme | Poročilo tekme | Poročilo tekme | Poročilo tekme |
| ------------------- | -------------- | -------------- | -------------- | -------------- |
| Začetek: ni podatka |                |                |                |                |

| 19. marec 1978 | Španija | 4:14 | Kitajska | Las Palmas, Španija |

| Poročilo tekme      | Poročilo tekme | Poročilo tekme | Poročilo tekme | Poročilo tekme |
| ------------------- | -------------- | -------------- | -------------- | -------------- |
| Začetek: ni podatka |                |                |                |                |

#### Lestvica
OT-odigrane tekme, z-zmage, n-neodločeni izidi, P-porazi, DG-doseženo goli, PG-prejeti goli, GR-gol razlika, T-točke.
| #  | Reprezentanca | OT | Z | N | P | DG | PG  | GR  | T  |
| -- | ------------- | -- | - | - | - | -- | --- | --- | -- |
| 19 | Nizozemska    | 7  | 6 | 0 | 1 | 74 | 17  | +57 | 13 |
| 20 | Avstrija      | 7  | 5 | 1 | 1 | 65 | 31  | +24 | 11 |
| 21 | Danska        | 7  | 4 | 2 | 1 | 59 | 25  | +34 | 9  |
| 22 | Kitajska      | 7  | 4 | 3 | 0 | 47 | 30  | +17 | 8  |
| 23 | Bolgarija     | 7  | 3 | 3 | 1 | 27 | 30  | -3  | 7  |
| 24 | Francija      | 7  | 3 | 4 | 0 | 46 | 39  | +7  | 6  |
| 25 | Španija       | 7  | 1 | 6 | 0 | 26 | 84  | -58 | 2  |
| 26 | Belgija       | 7  | 0 | 7 | 0 | 13 | 101 | -88 | 0  |

- Nizozemska, avstrijska, danska in kitajska reprezentanca so se uvrstile v skupino B.

## Končni vrstni red
1. Sovjetska zveza
2. Češkoslovaška
3. Kanada
4. Švedska
5. Zahodna Nemčija
6. ZDA
7. Finska
8. Vzhodna Nemčija
9. Poljska
10. Japonska
11. Švica
12. Romunija
13. Madžarska
14. Norveška
15. Italija
16. Jugoslavija
17. Nizozemska
18. Avstrija
19. Danska
20. Kitajska
21. Bolgarija
22. Francija
23. Španija
24. Belgija